# Cinnamomum fitianum
Cinnamomum fitianum là loài thực vật có hoa trong họ Nguyệt quế. Loài này được (Meisn.) A.C.Sm. miêu tả khoa học đầu tiên năm 1951.